# Henri Drell
Henri Drell (Tallinn, 25 aprile 2000) è un cestista estone.

## Carriera
Con l'Estonia ha disputato i Campionati europei del 2022.